# Margaret Levyns
Margaret Rutherford Bryan Levyns, född Michell 24 oktober 1890 i Sea Point, Kapstaden, död där 11 november 1975, var en framstående sydafrikansk botaniker, växtgeograf och taxonom. Hon var den första kvinnan som avlade Doctor of Science ('fil.dr i naturvetenskap') vid Kapstadens universitet. Hon blev också den första kvinnliga ordföranden för Royal Society of South Africa.

## Biografi
Margaret Michells tidiga skolgång var i hemmet där hon hade sin mor som lärare. Hon fortsatte sedan i Ellerslie Girls' High School. Hon klarade med glans inträdesproven till universitetet och tilldelades två stipendier för sina studier. 1908 började hon på South African College för att läsa matematik, botanik, geologi och kemi. Professorn i botanik, Harold Pearson, övertygade henne att välja botanik som huvudämne och uppmuntrade hennes intresse för genetik. Han tog sina elever på exkursioner varje lördag. Margaret fick första året klasspriset i botanik och var så glad åt detta att hon bestämde sig för att fortsätta studierna i botanik. Efter det tredje året förlängde universitetet hennes stipendium, så hon kunde ta sin Honours-grad i botanik och delta i fler exkursioner för att lära sig om Kapprovinsens flora.
Åren 1912-1914 kunde hon studera vid Newnham College i Cambridge efter att två stipendier hade möjliggjort det, Queen Victoria Scholarship och 1851 Exhibition Memorial Scholarship. När hon 1914 återvände till Sydafrika fick hon snart ett stipendium till John Innes-institutet i England för att studera genetik och hortikultur. På grund av första världskriget gjorde hon från november 1915 uppehåll i sina studier för att arbeta på en vapenfabrik, men av hälsoskäl återvände hon snart till Sydafrika. I november 1916 kunde hon tillträda som forskarassistent på botaniska institutionen vid South African College, som 1918 blev Kapstadens universitet. Hon blev 1919 universitetslektor i botanik vilket hon förblev fram till sin pension 1945.
1923 gifte sig Margaret Michell med John E. P. Levyns (1897–1954), som senare blev Assistant Provincial Secretary i Kapprovinsen. Han var även verksam i Botanical Society of South Africas råd. John Levyns var inte själv botaniker, men han blev sin frus ressällskap till många platser i Sydafrika och utomlands som hon inte hade kunnat besöka på egen hand.
1933 doktorerade Margaret Levyns på sin avhandling "A taxonomic study of Lobostemon and Echiostachys, gen. nov., based on their morphology, cytology and geographical distribution" och blev därmed universitetets första kvinnliga Doctor of Science.
Hon publicerade åtta monografier och ett flertal artiklar. Efter sin pension 1945 fick hon möjlighet att fortsätta både som lärare och forskare. Hon ägnade även en hel del tid åt att skriva populärvetenskapliga artiklar om botanik i uppslagsverk.
John Levyns gick i pension 1958, och under 1959 kunde paret göra en längre utlandsresa. Den gick först under januari-september till Europa, inklusive Sverige. September till december reste de i Australien, där hon ville se sambanden mellan Australiens och Sydafrikas floror, ett arv från den gemensamma kontinenten Gondwana.
Margaret Levyns samlade 1920-1970 in nära 12 000 växter, ofta tillsammans med sin make. De finns bevarade i flera herbarier, bland annat Bolus-herbariet vid Kapstadens universitet.
Auktorsnamnet Levyns kan användas för Margaret Levyns i samband med ett vetenskapligt namn inom botaniken; se Wikipediaartiklar som länkar till auktorsnamnet.

## Priser och utmärkelser
- 1922 Vald till fellow i Royal Society of South Africa[5]
- 1952-1953 Ordförande i sektion B av South African Association for Advancement of Science[4]
- 1958 South African Medal i guld[5][4]
- 1962-1963 Ordförande i Royal Society of South Africa[4]
- 1965 Hedersmedlem livet ut i Botanical Society of South Africa[5][8]

## Arter namngivna efter Margaret Levyns (urval)
- 1928 – (Restionaceae) Thamnochortus levynsiae Pillans[9]
- 1940 – (Iridaceae) Nivenia levynsiae Weim.[10]
- 1943 – (Crassulaceae) Crassula levynsiae Adamson[11]
- 1995 – (Campanulaceae) Wahlenbergia levynsiae Lammers[12]
- 2006 – (Aizoaceae) Antimima levynsiae (L.Bolus) S.A.Hammer[13]
- 2007 – (Cyperaceae) Isolepis levynsiana Muasya & D.A.Simpson[14]